# Krytjärnen
Krytjärnen är en sjö i Mora kommun i Dalarna och ingår i Dalälvens huvudavrinningsområde.